# Ma vie à moi (film, 1950)
Pour plus de détails, voir Fiche technique et Distribution.

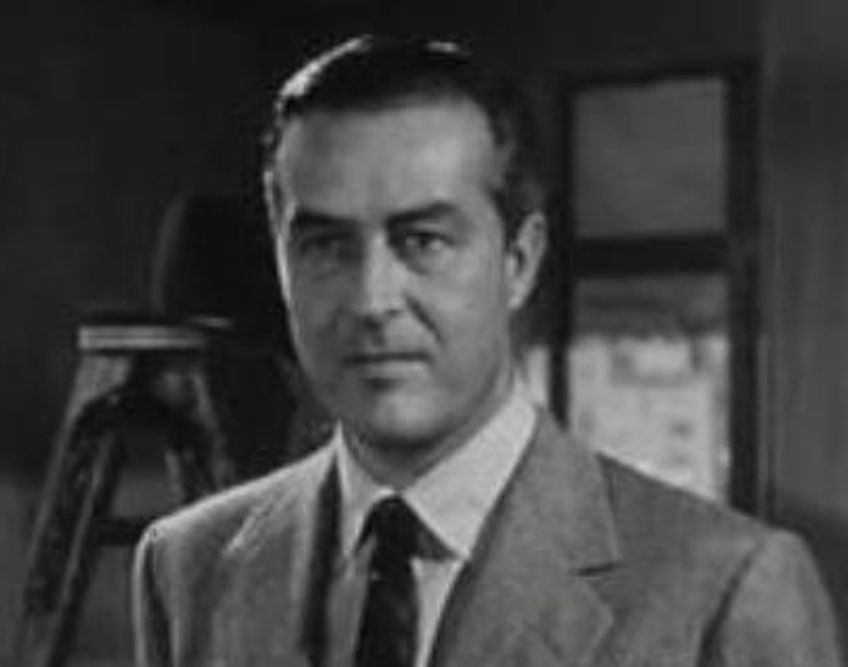
Ray Milland

Ma vie à moi (A Life of Her Own) est un film américain réalisé par George Cukor, sorti en 1950.

## Synopsis
Lily Brannel James quitte sa petite ville du Kansas pour devenir mannequin dans une célèbre agence, celle de Thomas Caraway. Elle y rencontre la top model Mary Ashton qui devient immédiatement son mentor. Mais sa carrière est déclinante et, déprimée, elle se suicide lors d'une nuit d'ivresse. Lily devient la nouvelle coqueluche de l'agence. 
Son ami avocat Jim Leversee lui présente un riche propriétaire minier, Steve Harletgh. Lily et lui tombent rapidement amoureux mais Steve est un homme marié. Sa femme, Nora, est paraplégique depuis un accident de voiture. Une liaison naît à New York entre Lily et Steve, loin de son épouse qui ignore qu'il la trompe.
Lily organise une fête d'anniversaire pour Steve. Mais elle ignore que sa femme est à New York pour le célébrer également. Lily se rend compte que Jim est marié. Alors qu'elle s'apprête à dire à Nora qu'elle couche avec son mari, elle se rend compte que Nora, malgré sa paralysie, est une femme heureuse et qu'elle ne peut pas se passer de son époux car elle est trop fragile. Refusant de la blesser, Lily renonce à lui dévoiler sa liaison avec Jim et rompt avec lui. 
Plus tard, désormais célibataire, Lily est draguée par un exécutif de l'agence, Lee Gorrance, qui rencontrait régulièrement Mary avant sa mort. Quand Lily rejette ses avances, il lui annonce qu'elle finira comme Mary. Quand elle vieillira, elle sera une femme seule et déprimée. Bouleversée par ses propos, Lily comprend qu'une jeune fille lui piquera sa place dans l'agence. Mais elle décide de rester forte même si elle doit être seule.

## Fiche technique
- Titre : Ma vie à moi
- Titre original : A Life of Her Own
- Réalisation : George Cukor
- Scénario : Isobel Lennart
- Production : Voldemar Vetluguin
- Société de production : MGM
- Image : George J. Folsey
- Montage : George White
- Musique : Bronislau Kaper
- Direction artistique : Cedric Gibbons et Arthur Lonergan
- Costumes : Helen Rose et Rudi Gernreich
- Pays : États-Unis
- Langue : anglais
- Durée : 108 minutes
- Genre : Drame
- Format : Noir et blanc - Son : Mono (Western Electric Sound System)
- Dates de sortie : 
  - États-Unis : 1er septembre 1950

## Distribution
- Lana Turner : Lily Brannel James
- Ray Milland : Steve Harleigh
- Tom Ewell : Tom Caraway
- Louis Calhern : Jim Leversoe
- Ann Dvorak : Mary Ashlon
- Barry Sullivan : Lee Gorrance
- Margaret Phillips : Nora Harleigh
- Jean Hagen : Maggie Collins
- Phyllis Kirk : Jerry
- Sara Haden : Smitty
- Hermes Pan : Sol
- Eloise Hardt : Danseur

Acteurs non crédités
- David Bond : Un photographe
- Kathleen Freeman : La standardiste à l'hôtel Betsy Ross
- Sarah Padden : Une surveillante
- Dorothy Tree : La secrétaire de Caraway